# Marge Piercy
Œuvres principales
- Une femme au bord du temps

Marge Piercy, née le 31 mars 1936 à Détroit dans le Michigan, est une poétesse, romancière et activiste américaine. Parmi ses œuvres, Body of Glass, publiée aux États-Unis sous le titre He, She and It, a gagné le prix Arthur-C.-Clarke 1993 et Gone to Soldiers a figuré dans la liste des meilleures ventes du New York Times. Pierce s'est notamment engagée auprès des féministes de la Nouvelle Gauche et pour une égalité sociale.

## Biographie
Marge Piercy naît le 31 mars 1936 à Détroit de Robert et Bert Piercy, née Bunnin, tous deux issus de la classe ouvrière. Son père travaille pour la compagnie Westinghouse. Ses parents sont de confession différente : son père est presbytérien tandis que sa mère est juive,, Pierce hérite sa connaissance de cette religion de sa grand-mère maternelle, Hannah, fille d'un rabbin litunanien. Pierce grandit dans un environnement ouvrier et marqué par les tensions raciales.avec Grant, son demi-frère aîné, fils d'une précédente union de sa mère.  Élève moyenne dans ses plus jeunes années, Piercy développe un goût pour la lecture quand, alitée à cause d'une crise de rhumatisme articulaire aïgu, la lecture devient la seule chose qu'elle puisse faire. « J'ai compris qu'il y avait là des mondes différents, tout un tas d'horizons différents de celui que je pouvais voir ».
Piercy étudie au lycée Mackenzie. Diplômée en 1953, elle est la première de sa famille à poursuivre des études supérieures. Son cursus commence à l'Université du Michigan où elle obtient en 1957 un baccalauréat universitaire ès littérature,. Le montant du prix Hopwood Poésie et Fiction qu'elle gagne la même année lui permet de financer un voyage en France et sa dernière année d'études à la Northwestern University où elle obtient en 1958 une maîtrise universitaire ès littérature. La même année elle se marie avec Michel Schiff, étudiant français en sciences physiques. De confession juive, sa famille a survécu à l'Holocauste en se réfugiant illégalement en Suisse. Ils divorcent l'année suivante. Faisant face à des conditions financières difficiles, Piercy écrit malgré tout. Cependant l'engagement féministe dont ses textes font preuve complique leur publication. En 1962, à 26 ans, Piercy se marie avec Robert Shapiro, un informaticien. Ils déménagent fréquemment de la côte est à la côte ouest, puis s'installent à New-York. En 1971 ils emménagent à Cape Code que Piercy ne quittera plus.
Durant les années 60, Piercy est une voix majeure de la Nouvelle Gauche, et s'investit dans le mouvement étudiant pour l'établissement d'une société démocratique (SDS) qui se développe entre 1965 et 1969. Elle milite contre la guerre du Viet-Nam, s'implique dans les mouvements féministes, marxistes et de défense de l'environnement.
Accepté en 1966, le premier livre de Piercy, un recueil de poèmes, Breaking Camp, est publié deux ans après, en 1968.
En 1977, Piercy devint membre du Women's Institute for Freedom of the Press (WIPF). Cette organisation féministe, américaine et à but non lucratif a pour objet d'améliorer les dialogues entre les femmes et de donner à connaître au public le travail développé par les femmes dans les médias.
Le mariage, libre, de Piercy et Shapiro prend fin en 1980. En 1982, Piercy se marie une troisième fois, avec Ira Wood, romancier, avec lequel elle vit toujours, à Wellfleet,. Avec Ira Wood, Piercy dirigent la maison d'édition Leapfrog Press.

## Carrière littéraire
L'œuvre littéraire de Marge Piercy met en jeu les luttes féminismes, les conditions de vies des femmes et les inégalités sociales tout en explorant différents genres.
Parmi la quinzaine de romans que Piercy a publié, elle utilise aussi bien la science-fiction féministe, le roman historique ou la fiction spéculative.
Une femme au bord du temps (1976) mélange à une histoire de voyage dans le temps des problématiques liées à la justice sociale, au féminisme, et à la prise en charge des maladies mentales. Ce roman est considéré à la fois comme un classique féministe et de la science-fiction pour sa mise en oeuvre d'une utopie spéculative. William Gibbson salue ce livre comme point d'origine du mouvement cyberpunk comme le dit Piercy dans la préface de Body of Glass (1991). Ce livre-ci, qui a pour titre He, She, It, met en scène un monde à l'écosystème détruit, où s'étendent des villes tentaculaires et où la société est dominée par une version futuriste d'Internet. L'intrigue se noue autour du personnage principal qui tente de récupérer la garde de son fils. Si l'écriture de ce livre emprunte des éléments au mysticisme juif et à la légende du Golem, il est considéré comme un roman de science-fiction et gagne en 1993 le prix Arthur-C.-Clarke.
Parmi les romans qui s'inscrivent dans un contexte historique, Gone To Soldiers (1988) s'inscrit lors de la Seconde Guerre mondiale quant City of Darkness, City of Light (1996) se déroule durant la Révolution française. Dans Summer People (1989), ou encore The Longings of Women (1994), le contexte est contemporain.
La plupart des romans de Piercy utilisent pour dispositif narratif l'entrelacement de points de vue de plusieurs personnages. Au sein de leurs différentes voix, à la troisième personne, se glisse souvent une voix à la première personne. Ainsi, dans Gone To Soldiers (1987), entremêlé à la vie de neuf généraux aux États-Unis, en Europe et en Asie, une voix à la première personne émerge par le journal intime de Jacqueline Levy-Monot, une jeune adolescente française. Sa capture par les nazis fait passer cette voix à la troisième personne.
Dans sa poésie comme dans ses romans, Piercy centre son travail les questions féministes et sociales. Auteure de plus de 17 recueils de poésie, The Moon is Always Female, publié en 1980, est désormais considéré comme un classique féministe, tout comme The Art of Blessing Day publié en 1999. La poésie de Piercy utilise une versification très libre. La majorité de ses recueils sont publiés par la maison d'édition Knopf.
Elle signe également un ouvrage de non-fiction, des essais, des mémoires, une pièce de théâtre, The last White Class co-écrite avec son troisième mari, Ira Wood. Pierce participe à l'anthologie Sisterhood is Powerful: An Anthology of Writings From The Women's Liberation Movement, dirigée par Robin Morgan, avec les textes The Grand Coolie Damn et Song of fucked duck de Pierce. Le travail de Pierce a été salué de nombreux prix dont le Carolyn Kizer Poetry Prize, le May Sarton Award, et le Patterson Poetry Prize.

## Œuvre littéraire

### Poésie
- (en) Breaking Camp, Wesleyan University Press, 1968
- (en) Hard Loving, Wesleyan University Press, 1969
- (en) 4-Telling, Crossing Press, 1971Écrit avec Bob Hershon, Emmet Jarrett et Dick Lourie.
- (en) To Be of Use, Doubleday, 1973
- (en) Living in the Open, Alfred A. Knopf, 1976
- (en) The Twelve-spoked Wheel Flashing, Alfred A. Knopf, 1978
- (en) The Moon Is Always Female, Alfred A. Knopf, 1980
- (en) Circles on the Water: Selected Poems of Marge Piercy, Alfred A. Knopf, 1982
- (en) Stone, Paper, Knife, Alfred A. Knopf, 1983
- (en) My Mother's Body, Alfred A. Knopf, 1985Dirigé par Nancy Nicholas
- (en) Available Light, Alfred A. Knopf, 1988
- (en) Mars and Her Children, Alfred A. Knopf, 1992
- (en) What Are Big Girls Made Of?, Alfred A. Knopf, 1997
- (en) Early Grrrl: The Early Poems of Marge Piercy, Leapfrog Press, 1999
- (en) The Art of Blessing the Day: Poems with a Jewish Theme, Alfred A. Knopf, 1999
- (en) Colors Passing through Us, Alfred A. Knopf, 2003

### Romans
- (en) Going Down Fast, Trident, 1969
- (en) Dance the Eagle to Sleep, Doubleday, 1970
- (en) Small Changes, Doubleday, 1973
- Une femme au bord du temps, Goater, 2022 ((en) Woman on the Edge of Time, Alfred A. Knopf, 1976), trad. Marie Koullen, 560 p.  (ISBN 979-10-97465-81-0)
- (en) The High Cost of Living, Harper & Row, 1978
- (en) Vida, Summit, 1980
- (en) Braided Lives, Summit, 1982
- (en) Fly Away Home, Summit, 1984
- (en) Gone to Soldiers, Summit, 1987
- (en) Summer People, Summit, 1989
- (en) He, She & It, Alfred A. Knopf, 1991Republié sous le titre Body of Glass, Michael Joseph, 1992
- (en) The Longings of Women, Fawcett Columbine, 1994
- (en) City of Darkness, City of Light: A Novel, Summit, 1996
- (en) Storm Tide, Summit, 1998Écrit avec Ira Wood.
- (en) Three Women, William Morrow and Company, 1999
- (en) The Third Child, William Morrow and Company, 2003
- (en) Sex Wars, William Morrow and Company, 2005

### Enregistrements
- Marge Piercy: Poems, New York, Radio Free People, 1969.
- Laying down the Tower, New York, Black Box, 1973.
- Reclaiming Ourselves, New York, Radio Free People, 1974.
- Reading and Thoughts, Denland, Everett/Edwards, 1976.
- At the Core, Washington, Watershed Tapes, 1976.

### Autres
- The Grand Coolie Damn, Somerville, New England Free Press, 1970.
- Marge Piercy, Ira Wood, The Last White Class: A Play about Neighborhood Terror, Freedom, Crossing Press, 1979.
- Parti-Colored Blocks for a Quilt: Poets on Poetry (essais), Ann Arbor, University of Michigan Press, 1982.
- direction de Early Ripening: American Women Poets Now, Cambridge, Unwin Hyman, 1988.
- Marge Piercy, Nell Blaine The Earth Shines Secretly: A Book of Days, Cambridge, Zoland Books, 1990.
- Marge Piercy, Ira Wood, So You Want to Write: How to Master the Craft of Fiction and the Personal Narrative, Wellfleet, Leapfrog Press, 2001.
- Sleeping with Cats: A Memoir, New York, Morrow, 2002.